# Eagle Point (Oregon)
Eagle Point è una città degli Stati Uniti d'America situata nell'Oregon, nella Contea di Jackson.